# Neerlands Hoop (cabaretprijs)
Neerlands Hoop is een cabaretprijs die sinds 2003 jaarlijks wordt uitgereikt door de Vereniging van Schouwburg- en Concertgebouwdirecties (VSCD). De prijs is bedoeld voor een cabaretier met een opvallend programma of een cabaretier die een opvallende ontwikkeling heeft doorgemaakt. Vernieuwing en originaliteit zijn daarbij belangrijke elementen. De nominaties en de winnaars worden bepaald door een vakjury. In Theater Diligentia in Den Haag is een cabaretgalerij ingericht met portretten van de winnaars van de VSCD-Cabaretprijzen.
De prijs is genoemd naar de cabaretgroep 'Neerlands Hoop' van Freek de Jonge en Bram Vermeulen. Naast de Neerlands Hoop wordt ook de Poelifinario uitgereikt aan de cabaretier met het meest indrukwekkende programma.

## Prijswinnaars
| Jaar      | Cabaretier         | Programma                        | ref   |
| --------- | ------------------ | -------------------------------- | ----- |
| 2003      | André Manuel       | Sleet                            | [ 1 ] |
| 2004      | Wim Helsen         | Heden Soup                       |       |
| 2005      | Eric van Sauers    | Eric van Sauers liegt            |       |
| 2006      | Sara Kroos         | Zoetgevooisd                     |       |
| 2007      | Javier Guzman      | Delirium                         |       |
| 2008      | Ronald Goedemondt  | Dedication                       |       |
| 2009      | Alex Klaasen       | Eindelijk alleen                 |       |
| 2010      | Paulien Cornelisse | Dagbraken                        |       |
| 2011      | Van der Laan & Woe | Superlatief                      | [ 2 ] |
| 2012      | Ali B              | Ali B geeft antwoord             |       |
| 2013      | Louise Korthals    | Vlieguur                         |       |
| 2014      | Emilio Guzman      | Een dunne dekmantel              | [ 3 ] |
| 2015      | De Partizanen      | De Partizanen                    | [ 4 ] |
| 2016      | Tim Fransen        | Het failliet van de moderne tijd | [ 5 ] |
| 2017      | Jan Beuving        | Raaklijn                         |       |
| 2018      | Rundfunk           | Wachstumsschmerzen               |       |
| 2019      | Peter Pannekoek    | Later was alles beter            | [ 6 ] |
| 2020/2021 | Nina de la Parra   | Gods wegen                       |       |
| 2022      | Kirsten van Teijn  | (S)EXPERIMENT                    |       |
| 2023      | n00b               | n00b speelt n00b                 | [ 8 ] |
| 2024      | Valentina Tóth     | Wildbloei                        |       |

### Genomineerden
| Jaar      | Cabaretier                             | Programma                                       |
| --------- | -------------------------------------- | ----------------------------------------------- |
| 2004      | Jan Jaap van der Wal                   | Staat                                           |
| 2005      | Kees Torn                              | Doe mee en win                                  |
| 2006      | Kasper van Kooten                      | Geestdrift                                      |
| 2006      | Droog Brood                            | Omwille van de Smeer                            |
| 2006      | Claudia de Breij                       | Hallo Lieve Mensen                              |
| 2007      | -                                      | -                                               |
| 2008      | -                                      | -                                               |
| 2009      | Daniël Arends                          | Geen Excuses                                    |
| 2009      | Nathalie Baartman                      | Los                                             |
| 2009      | Alex Klaasen                           | Eindelijk alleen                                |
| 2009      | Ellen Dikker                           | Toendra                                         |
| 2009      | Katinka Polderman                      | Polderman kachelt door                          |
| 2010      | Paulien Cornelisse                     | -                                               |
| 2010      | Roué Verveer                           | -                                               |
| 2010      | Kamps & Kamps                          | -                                               |
| 2011      | Dames Voor Na Vieren                   | -                                               |
| 2011      | Daniël Arends                          | -                                               |
| 2011      | Thijs Maas                             | -                                               |
| 2011      | Daniël Samkalden                       | -                                               |
| 2011      | Van der Laan en Woe                    | -                                               |
| 2012      | Ali B.                                 | -                                               |
| 2012      | Thijs van Domburg                      | -                                               |
| 2013      | Pieter Derks                           | Van nature                                      |
| 2013      | Johan Goossens                         | Leer mij de mensen kennen                       |
| 2013      | Louise Korthals                        | Vlieguur                                        |
| 2013      | Speelman en Speelman                   | Optimisten                                      |
| 2014      | Katinka Polderman                      | Polderman baart zorgen                          |
| 2014      | Emilio Guzman                          | Een dunne dekmantel                             |
| 2014      | Martijn Koning                         | De Maand van Martijn (en: Het Jaar van Martijn) |
| 2015      | Henry van Loon                         | Sluimer                                         |
| 2015      | De Partizanen                          | De Partizanen                                   |
| 2016      | Yentl en De Boer                       | De snoepwinkel is gesloten                      |
| 2016      | Eva Crutzen                            | Spiritus                                        |
| 2016      | Tim Fransen                            | Het failliet van de moderne tijd                |
| 2017      | Jan Beuving                            | Raaklijn                                        |
| 2017      | Patrick Laureij                        | Dekking hoog                                    |
| 2017      | Patrick Nederkoorn                     | Het komt nu wel heel dichtbij                   |
| 2018      | Johan Fretz                            | De Zachtmoedige Radicaal                        |
| 2018      | Martijn Kardol                         | Bang                                            |
| 2018      | Stefano Keizers                        | Erg heel                                        |
| 2018      | René van Meurs                         | Ik beloof niks                                  |
| 2018      | Rundfunk                               | Wachstumsschmerzen                              |
| 2019      | Anne Neuteboom                         | Kijk haar gaan                                  |
| 2019      | Peter Pannekoek                        | Later was alles beter                           |
| 2019      | Alex Ploeg                             | Ultimatum                                       |
| 2020/2021 | Kasper van der Laan                    | 1 Kilo                                          |
| 2020/2021 | Grof Geschud                           | Lijmen                                          |
| 2020/2021 | Nina de la Parra                       | Gods Wegen                                      |
| 2022      | Alex Ploeg                             | EGO                                             |
| 2022      | Kirsten van Teijn                      | (S)EXPERIMENT                                   |
| 2023      | Christian van Eijkelenburg             | Drift                                           |
| 2023      | n00b (Isabelle Kafando & Laura Bakker) | n00b speelt n00b                                |
| 2023      | Saman Amini                            | Saman Amini's Integratieplan                    |
| 2023      | Kim Schuddeboom                        | Ongeschreven                                    |
| 2024      | Boban Benjamin Braspenning             | Boompje Beestje                                 |
| 2024      | Ruud Smulders                          | Rudiversum                                      |
| 2024      | Stefan Hendrikx                        | Who's The Man                                   |